# Campeonato Europeu de Hóquei em Patins Masculino de 1965
O Campeonato Europeu de 1965 foi a 27.ª edição do Campeonato Europeu de Hóquei em Patins.

## Participantes
| País               | Participação | Melhor Resultado                                                      |
| Portugal           | 22.ª         | Campeão (1947, 1948, 1949, 1950, 1952, 1956, 1959, 1961 e 1963)       |
| Espanha            | 16.ª         | Campeão (1951, 1954, 1955 e 1957)                                     |
| Suíça              | 27.ª         | 2.º Lugar (1937)                                                      |
| Holanda            | 13.ª         | 3.º Lugar (1963)                                                      |
| Itália             | 25.ª         | Campeão (1953)                                                        |
| Alemanha Ocidental | 23.ª         | 2.º Lugar (1932 e 1934)                                               |
| Bélgica            | 26.ª         | 2.º Lugar (1947)                                                      |
| Inglaterra         | 27.ª         | Campeão (1926, 1927, 1928, 1929, 1930, 1931, 1932, 1934, 1936 e 1939) |
| França             | 26.ª         | 2.º Lugar (1926, 1927, 1928, 1930 e 1931)                             |
| ------------------ | ------------ | --------------------------------------------------------------------- |

## Resultados
|                    | Portugal | Espanha | Itália | Países Baixos | Suíça | Inglaterra | Alemanha | França | Bélgica |
| ------------------ | -------- | ------- | ------ | ------------- | ----- | ---------- | -------- | ------ | ------- |
| Portugal           |          | 2-0     | 4-2    | 10-0          | 8-1   | 4-1        | 9-3      | 7-1    | 17-0    |
| Espanha            |          |         | 6-3    | 4-0           | 3-4   | 1-0        | 5-0      | 10-1   | 5-1     |
| Itália             |          |         |        | 4-3           | 5-2   | 4-3        | 7-1      | 5-2    | 4-0     |
| Holanda            |          |         |        |               | 3-0   | 9-0        | 7-1      | 7-5    | 8-1     |
| Suíça              |          |         |        |               |       | 7-1        | 4-0      | 5-1    | 5-1     |
| Inglaterra         |          |         |        |               |       |            | 2-1      | 4-3    | 3-1     |
| Alemanha Ocidental |          |         |        |               |       |            |          | 5-1    | 3-5     |
| França             |          |         |        |               |       |            |          |        | 5-3     |
| Bélgica            |          |         |        |               |       |            |          |        |         |

## Classificação final
| Lugar | Seleção            | J | V | E | D | P  | GM | GS | Dif. |
| ----- | ------------------ | - | - | - | - | -- | -- | -- | ---- |
|       | Portugal           | 8 | 8 | 0 | 0 | 16 | 61 | 8  | +53  |
|       | Espanha            | 8 | 6 | 0 | 2 | 12 | 34 | 11 | +23  |
|       | Itália             | 8 | 6 | 0 | 2 | 12 | 34 | 21 | +13  |
| 4     | Holanda            | 8 | 5 | 0 | 3 | 10 | 37 | 25 | +12  |
| 5     | Suíça              | 8 | 5 | 0 | 3 | 10 | 28 | 22 | +6   |
| 6     | Inglaterra         | 8 | 3 | 0 | 5 | 6  | 14 | 30 | -16  |
| 7     | Alemanha Ocidental | 8 | 1 | 0 | 7 | 2  | 14 | 40 | -26  |
| 8     | França             | 8 | 1 | 0 | 7 | 2  | 19 | 46 | -27  |
| 9     | Bélgica            | 8 | 1 | 0 | 7 | 2  | 12 | 50 | -38  |

| Campeões Europeus 1965 |
| ---------------------- |
| Portugal               |
| PORTUGAL 10.º Título   |